# Izlandi nyelv

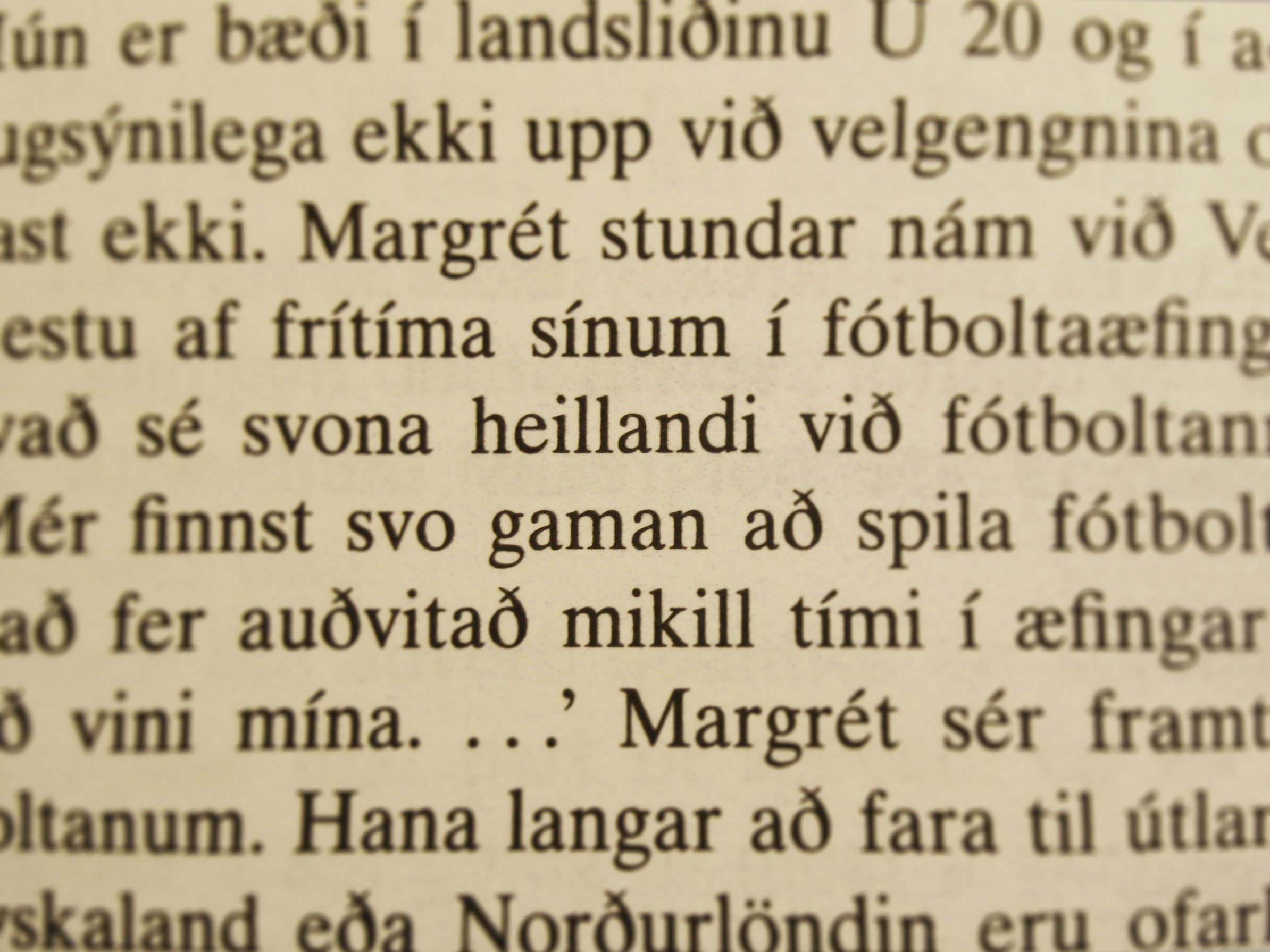
Egy könyv

Az izlandi nyelv ( íslenska) a germán nyelvek északi ágához tartozó nyugati skandináv nyelv.

## Eredete

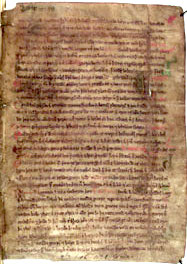
Egy lap a Landnámabókból

Izland első indoeurópai lakosai a 8–9. században a mai Norvégia területéről útnak indult kalandozó vikingek voltak. A viszonylag szélsőséges éghajlat, valamint a földrajzi távolság elszigetelte a nyelvet, melyet így nem ért külső hatás a 20. századig, és sajátos változáson ment át, azonban nagy mértékben megőrizte az óészaki nyelv egykori állapotát.
Rokonai a feröeri nyelv és a kihalt grönlandi norvég nyelv, valamint a Shetland- és Orkney-szigeteken beszélt norn nyelv.
A legrégibb fennmaradt izlandi nyelvű szövegeket a 12. században írták. Legtöbbjük valamilyen törvényről szól, de vannak közöttük versek, sagák is, melyeket a régi szájhagyomány őrzött meg. A leghíresebbek ezek közül a 13. században íródott izlandi sagák, Snorri Sturluson és az edda-költészet.
A sagák nyelve az óizlandi, annak az óészaki nyelvnek az egyik nyugati nyelvjárása, ami a viking korban Skandinávia közös nyelve volt. Az óizlandi ezen felül kelta elemekkel is keveredett, amely a szigeten a vikingekkel párhuzamosan megtelepedett ír és skót telepesek révén jutott a nyelvbe. Az 1380-tól 1918-ig tartó dán uralom kevés befolyással volt az izlandi nyelv fejlődésére, mindennapi nyelv volt, a dánt nem is használták Izlandon, még a hivatalos ügyintézésben sem. Ugyanez volt a helyzet az angollal is az amerikai fennhatóság idején a második világháborúban.

## A nyelv
Az izlandi nyelvet kb. háromszázezren beszélik, Izland hivatalos nyelve.
Legközelebbi rokonságban a feröeri nyelvvel áll, azonban közel áll a norvéghoz is, és elszigeteltsége miatt sokat megőrzött az ónorvégból, melyből kifejlődött. Ez a jelenség lehetőséget nyújt a skandináv nyelvek nyelvtörténetének tanulmányozásához.
Az izlandi nyelv írásmódja latinbetűs írás, azonban az angol írásmódokhoz szokott szemnek talán érdekesnek tűnhetnek az izlandi által használt sajátos karakterek, mint például:
az utóbbiak a magyartól eltérő hangértékkel.
Az izlandi nyelvnek nincsenek valódi nyelvjárásai, a különböző területeken használt tájszólások között nagyon aprócska fonetikai eltérések vannak. November 16-a Jónas Hallgrímsson 19. századi költő születésnapja az 1995 óta minden évben megrendezett izlandi nyelv napja.

### Nyelvi purizmus
A 18. század folyamán az izlandi hatóságok meghirdették a nyelvi purizmus politikáját. Ennek a politikának a következményeként számos író és terminologista egy új szókincset alkotott, hogy az izlandi nyelvet az élet minden területén alkalmazni lehessen, az új kihívásokkal szemben is. Nem engedtek az új szavak kölcsönzésének. Számos, régen elfeledett szót hoztak vissza a köztudatba, és az óészaki gyökerekből alkottak új szavakat. Például a rafmagn szó („elektromosság”) szó szerint azt jelenti, hogy borostyánkő erő (a görög elektron „borostyánkő” mintájára). Hasonlóan a sími („telefon”) szó is azt jelentette eredetileg, hogy „kötél”, és a tölva („számítógép”) is eredetileg a tala („adat, szám”) és a völva („látás”) kombinációjából származik.
A hagyományőrzés jegyében az izlandi személynevek keresztnévből és apai – esetleg anyai – névből állnak, családi nevet általában nem használnak.

## Névszóragozás
A névszók élő (hestur „ló”), élettelen (hús „ház”) és elvont (synd „bűn”) dolgokra utalnak. Az izlandi főneveket a határozott névelő végződése (-inn, -in, vagy -ið) szerint a legkönnyebb megkülönböztetni. Az izlandi nyelvben három nem van: hímnem, nőnem és semlegesnem, és négy eset: alanyeset (Nom.), tárgyeset (Akk.), részes eset (Dat.) és birtokos eset (Gen.), valamint két szám: egyes és többes szám. Ha az egyes számú ragozásban mind a négy esetnél mássalhangzóra végződik a ragozott alak, akkor gyenge ragozású főnevekről beszélünk, ha van benne magánhangzós végződés is, erős ragozású főnevekről.
Az első ragozási formába a következő főnevek tartoznak:
- az összes hímnemű (hesturinn, síminn)
- erős ragozású nőnemű (syndin)

|        |      | hestur („ló”), hn. | hestur („ló”), hn. | sími („telefon”), hn. | sími („telefon”), hn. | synd („bűn”), nn. | synd („bűn”), nn. |
| szám   | eset | határozatlan       | határozott         | határozatlan          | határozott            | határozatlan      | határozott        |
| ------ | ---- | ------------------ | ------------------ | --------------------- | --------------------- | ----------------- | ----------------- |
| egyes  | nom. | hestur             | hesturinn          | sími                  | síminn                | synd              | syndin            |
| egyes  | akk. | hest               | hestinn            | síma                  | símann                | synd              | syndina           |
| egyes  | dat. | hesti              | hestinum           | síma                  | símanum               | synd              | syndinni          |
| egyes  | gen. | hests              | hestsins           | síma                  | símans                | syndar            | sindarinnar       |
| többes | nom. | hestar             | hestarnir          | símar                 | símarnir              | syndir            | syndirnar         |
| többes | akk. | hesta              | hestana            | síma                  | símana                | syndir            | syndirnar         |
| többes | dat. | hestum             | hestunum           | símum                 | símunum               | syndum            | syndunum          |
| többes | gen. | hesta              | hestanna           | síma                  | símanna               | synda             | syndanna          |

A második ragozás formába a következő főnevek tartoznak:
- gyenge ragozású nőmemű (tungan);
- az összes semlegesnemű (húsið, auga).

|        |      | tunga („nyelv”), nn. | tunga („nyelv”), nn. | hús („ház”), sn. | hús („ház”), sn. | auga („szem”), sn. | auga („szem”), sn. |
| szám   | eset | határozatlan         | határozott           | határozatlan     | határozott       | határozatlan       | határozott         |
| ------ | ---- | -------------------- | -------------------- | ---------------- | ---------------- | ------------------ | ------------------ |
| egyes  | nom. | tunga                | tungan               | hús              | húsið            | auga               | augað              |
| egyes  | akk. | tungu                | tunguna              | hús              | húsið            | auga               | augað              |
| egyes  | dat. | tungu                | tungunni             | húsi             | húsinu           | auga               | auganu             |
| egyes  | gen. | tungu                | tungunnar            | húss             | hússins          | auga               | augans             |
| többes | nom. | tungur               | tungurnar            | hús              | húsin            | augu               | augun              |
| többes | akk. | tungur               | tungurnar            | hús              | húsin            | augu               | augun              |
| többes | dat. | tungum               | tungunum             | húsum            | húsunum          | augum              | augunum            |
| többes | gen. | tunga                | tunganna             | húsa             | húsanna          | auga               | auganna            |

## Melléknévragozás
Melléknevek esetében is van erős és gyenge ragozás, mint a főneveknél. Mint más nyelveknél, az izlandiban is a jelző és a jelzett szó együtt ragozódik:
- Hann á ríka konu „Gazdag felesége van”
- Ég þekki ríku konuna „Ismerem a gazdag nőt”

Az alábbi táblázatban az első két oszlop a hímnemű (erős, valamint gyenge ragozású), a harmadik-negyedik a nőnemű (erős és gyenge), az utolsó kettő pedig a semlegesnemű (erős és gyenge ragozású) melléknevek ragozását mutatja be:
|        |      | hímnem | hímnem | nőnem  | nőnem  | semlegesnem | semlegesnem |
| szám   | eset | erős   | gyenge | erős   | gyenge | erős        | gyenge      |
| ------ | ---- | ------ | ------ | ------ | ------ | ----------- | ----------- |
| egyes  | nom. | ríkur  | ríki   | rík    | ríka   | ríkt        | ríka        |
| egyes  | akk. | ríkan  | ríka   | ríka   | ríku   | ríkt        | ríka        |
| egyes  | dat. | ríkum  | ríka   | ríkri  | ríku   | ríku        | ríka        |
| egyes  | gen. | ríks   | ríka   | ríkrar | ríku   | ríks        | ríka        |
| többes | nom. | ríkir  | ríku   | ríkar  | ríku   | rík         | ríku        |
| többes | akk. | ríka   | ríku   | ríkar  | ríku   | rík         | ríku        |
| többes | dat. | ríkum  | ríku   | ríkum  | ríku   | ríkum       | ríku        |
| többes | gen. | ríkra  | ríku   | ríkra  | ríku   | ríkra       | ríku        |

A melléknevek fokozása a következő:
| nem      | rag         | alapfok | középfok | felsőfok |
| -------- | ----------- | ------- | -------- | -------- |
| hím      | -ari / -ast | ríkur   | ríkari   | ríkast   |
| nő       | -ari / -ust | rík     | ríkari   | ríkust   |
| semleges | -ara / -ast | ríkt    | ríkara   | ríkast   |

## Igeragozás
Az izlandiban három igeidő (jelen, múlt és jövő), két szám (egyes és többes), három személy (első, második és harmadik), három mód (kijelentő, kötő és felszólító), két igenem (cselekvő és „mediopassive”) van. Két melléknévi igenév (folyamatos és befejezett) is van. A múltidő esetében van régmúlt, folyamatos és befejezett múlt, amelyek a hafa birtoklást kifejező ige megfelelő alakjaival vannak képezve.
Ige változhatásának szempontjából, csaknem minden ige Erős Igékbe vagy Gyenge Igékbe tartozhoz. Az erős ige olyan, mint szőtöve múlt igeidőben változtat. Az gyenge ige szőtöve nem változtat.
Erős ige példájuk:
|                              |                              | kijelentő mód | kijelentő mód | kötő mód  | kötő mód | felszólító mód |
| szám                         | személy                      | jelen idő     | múlt idő      | jelen idő | múlt idő | jelen idő      |
| ---------------------------- | ---------------------------- | ------------- | ------------- | --------- | -------- | -------------- |
| egyes                        | 1.                           | kýs           | kaus          | kjósi     | kysi     |                |
| egyes                        | 2.                           | kýsur         | kaust         | kjósir    | kysir    | kjós(tu)       |
| egyes                        | 3.                           | kýsur         | kaus          | kjósi     | kysi     |                |
| többes                       | 1.                           | kjósum        | kusum         | kjósum    | kysum    |                |
| többes                       | 2.                           | kjósið        | kusuð         | kjósið    | kysuð    | kjósið         |
| többes                       | 3.                           | kjósa         | kusu          | kjósi     | kysu     |                |
| folyamatos melléknévi igenév | folyamatos melléknévi igenév | kjósandi      | kjósandi      | kjósandi  | kjósandi | kjósandi       |
| befejezett melléknévi igenév | befejezett melléknévi igenév | kosinn        | kosinn        | kosinn    | kosinn   | kosinn         |

|        |         | kijelentő mód | kijelentő mód | kötő mód  | kötő mód | felszólító mód |
| szám   | személy | jelen idő     | múlt idő      | jelen idő | múlt idő | jelen idő      |
| ------ | ------- | ------------- | ------------- | --------- | -------- | -------------- |
| egyes  | 1.      | þrífst        | þreifst       | þrífist   | þrifist  |                |
| egyes  | 2.      | þrífst        | þreifst       | þrífist   | þrifist  | þrífst(u)      |
| egyes  | 3.      | þrífst        | þreifst       | þrífist   | þrifist  |                |
| többes | 1.      | þrífumst      | þrifumst      | þrífumst  | þrifumst |                |
| többes | 2.      | þrífist       | þrifust       | þrífist   | þrifust  | þrífist        |
| többes | 3.      | þrífast       | þrifust       | þrífist   | þrifust  |                |

|                              |                              | kijelentő mód | kijelentő mód | kötő mód  | kötő mód | felszólító mód |
| szám                         | személy                      | jelen idő     | múlt idő      | jelen idő | múlt idő | jelen idő      |
| ---------------------------- | ---------------------------- | ------------- | ------------- | --------- | -------- | -------------- |
| egyes                        | 1.                           | vinn          | vann          | vinni     | ynni     |                |
| egyes                        | 2.                           | vinnur        | vannst        | vinnir    | ynnir    | vinn(du)       |
| egyes                        | 3.                           | vinnur        | vann          | vinni     | ynni     |                |
| többes                       | 1.                           | vinnum        | unnum         | vinnum    | ynnum    |                |
| többes                       | 2.                           | vinnið        | unnuð         | vinnið    | ynnuð    | vinnið         |
| többes                       | 3.                           | vinna         | unnu          | vinni     | ynnu     |                |
| folyamatos melléknévi igenév | folyamatos melléknévi igenév | vinnandi      | vinnandi      | vinnandi  | vinnandi | vinnandi       |
| befejezett melléknévi igenév | befejezett melléknévi igenév | unninn        | unninn        | unninn    | unninn   | unninn         |

|                              |                              | kijelentő mód | kijelentő mód | kötő mód  | kötő mód | felszólító mód |
| szám                         | személy                      | jelen idő     | múlt idő      | jelen idő | múlt idő | jelen idő      |
| ---------------------------- | ---------------------------- | ------------- | ------------- | --------- | -------- | -------------- |
| egyes                        | 1.                           | fer           | fór           | fari      | færi     |                |
| egyes                        | 2.                           | ferur         | fórst         | farir     | færir    | far(ðu)        |
| egyes                        | 3.                           | ferur         | fór           | fari      | færi     |                |
| többes                       | 1.                           | förum         | fórum         | förum     | færum    |                |
| többes                       | 2.                           | farið         | fóruð         | farið     | færuð    | farið          |
| többes                       | 3.                           | fara          | fóru          | fari      | færu     |                |
| folyamatos melléknévi igenév | folyamatos melléknévi igenév | farandi       | farandi       | farandi   | farandi  | farandi        |
| befejezett melléknévi igenév | befejezett melléknévi igenév | farinn        | farinn        | farinn    | farinn   | farinn         |

Gyenge ige példájuk:
|                              |                              | kijelentő mód | kijelentő mód | kötő mód  | kötő mód | felszólító mód |
| szám                         | személy                      | jelen idő     | múlt idő      | jelen idő | múlt idő | jelen idő      |
| ---------------------------- | ---------------------------- | ------------- | ------------- | --------- | -------- | -------------- |
| egyes                        | 1.                           | borða         | borðaði       | borði     | borðaði  |                |
| egyes                        | 2.                           | borðar        | borðaðir      | borðir    | borðaðir | borða(ðu)      |
| egyes                        | 3.                           | borðar        | borðaði       | borði     | borðaði  |                |
| többes                       | 1.                           | borðum        | borðuðum      | borðum    | borðuðum |                |
| többes                       | 2.                           | borðið        | borðuðuð      | borðið    | borðuðuð | borðið         |
| többes                       | 3.                           | borða         | borðuðu       | borði     | borðuðu  |                |
| folyamatos melléknévi igenév | folyamatos melléknévi igenév | borðandi      | borðandi      | borðandi  | borðandi | borðandi       |
| befejezett melléknévi igenév | befejezett melléknévi igenév | borðaður      | borðaður      | borðaður  | borðaður | borðaður       |

|                              |                              | kijelentő mód | kijelentő mód | kötő mód  | kötő mód | felszólító mód |
| szám                         | személy                      | jelen idő     | múlt idő      | jelen idő | múlt idő | jelen idő      |
| ---------------------------- | ---------------------------- | ------------- | ------------- | --------- | -------- | -------------- |
| egyes                        | 1.                           | vaki          | vakti         | vaki      | vekti    |                |
| egyes                        | 2.                           | vakir         | vaktir        | vakir     | vektir   | vak(tu)        |
| egyes                        | 3.                           | vakir         | vakti         | vaki      | vekti    |                |
| többes                       | 1.                           | vökum         | vöktum        | vökum     | vektum   |                |
| többes                       | 2.                           | vakið         | vöktuð        | vakið     | vektuð   | vakið          |
| többes                       | 3.                           | vaka          | vöktu         | vaki      | vektu    |                |
| folyamatos melléknévi igenév | folyamatos melléknévi igenév | vakandi       | vakandi       | vakandi   | vakandi  | vakandi        |
| befejezett melléknévi igenév | befejezett melléknévi igenév | vakaður       | vakaður       | vakaður   | vakaður  | vakaður        |

A létige (vera) és a birtoklást kifejező ige (hafa) ragozása rendhagyó:
|                              |                              | kijelentő mód | kijelentő mód | kötő mód  | kötő mód | felszólító mód |
| szám                         | személy                      | jelen idő     | múlt idő      | jelen idő | múlt idő | jelen idő      |
| ---------------------------- | ---------------------------- | ------------- | ------------- | --------- | -------- | -------------- |
| egyes                        | 1.                           | er            | var           | sé        | væri     |                |
| egyes                        | 2.                           | ert           | varst         | sért      | værir    | ver(tu)        |
| egyes                        | 3.                           | er            | var           | sé        | væri     |                |
| többes                       | 1.                           | erum          | vorum         | séum      | værum    |                |
| többes                       | 2.                           | eruð          | voruð         | séuð      | væruð    | verið          |
| többes                       | 3.                           | eru           | voru          | séu       | væru     |                |
| folyamatos melléknévi igenév | folyamatos melléknévi igenév | verandi       | verandi       | verandi   | verandi  | verandi        |

|                              |                              | kijelentő mód | kijelentő mód | kötő mód  | kötő mód | felszólító mód |
| szám                         | személy                      | jelen idő     | múlt idő      | jelen idő | múlt idő | jelen idő      |
| ---------------------------- | ---------------------------- | ------------- | ------------- | --------- | -------- | -------------- |
| egyes                        | 1.                           | hef           | hafði         | hafi      | hefði    |                |
| egyes                        | 2.                           | hefur         | hafðir        | hafir     | hefðir   | haf(ðu)        |
| egyes                        | 3.                           | hefur         | hafði         | hafi      | hefði    |                |
| többes                       | 1.                           | höfum         | höfðum        | höfum     | hefðum   |                |
| többes                       | 2.                           | hafið         | höfðuð        | hafið     | hefðuð   | hafið          |
| többes                       | 3.                           | hafa          | höfðu         | hafi      | hefðu    |                |
| folyamatos melléknévi igenév | folyamatos melléknévi igenév | hafandi       | hafandi       | hafandi   | hafandi  | hafandi        |
| befejezett melléknévi igenév | befejezett melléknévi igenév | hafður        | hafður        | hafður    | hafður   | hafður         |